# Agrypon indicum
Agrypon indicum är en stekelart som beskrevs av Szepligeti 1906. Agrypon indicum ingår i släktet Agrypon och familjen brokparasitsteklar. Inga underarter finns listade i Catalogue of Life.